# Třída Bouclier
Třída Bouclier byla třída torpédoborců francouzského námořnictva. Celkem bylo postaveno dvanáct jednotek této třídy. Francouzské námořnictvo je provozovalo v letech 1911–1933. Čtyři byly ztraceny za první světové války.

## Pozadí vzniku
Celkem bylo postaveno dvanáct jednotek této třídy. Jednalo se o několik mírně odlišných konstrukcí několika loděnic, splňujících předem dané základní parametry. Mezi jednotlivými plavidly tedy panovaly odlišnosti. Jednotná byla zejména jejich výzbroj. Do stavby se zapojily francouzské loděnice Normand v Le Havre, Dyle et Bacalan a Forges et Chantiers de la Gironde v Bordeaux, Forges et Chantiers de la Méditerranée v La Seyne, De la Brosse et Fouché v Nantes, Ateliers et Chantiers de Penhoët a Ateliers et Chantiers de la Loire v St.Nazaire. Do služby byla přijaty v letech 1911–1913.
Jednotky třídy Bouclier:
| Jméno                    | Loděnice                 | Založení kýlu | Spuštěn         | Vstup do služby | Osud                                                                                    |
| ------------------------ | ------------------------ | ------------- | --------------- | --------------- | --------------------------------------------------------------------------------------- |
| Bouclier (M66)           | Normand                  | 1909          | 29. června 1911 | 1911            | Vyřazen 1933.                                                                           |
| Boutefeu (M67)           | Dyle et Bacalan          | 1909          | 2. května 1911  | 1911            | Dne 15. května 1917 poblíž Brindisi potopen minou položenou německou ponorkou SM UC 25. |
| Casque (M68)             | F. C. de la Méditerranée | 1909          | 25. srpna 1910  | 1911            | Vyřazen 1926.                                                                           |
| Cimeterre (M69)          | F. C. de la Gironde      | 1909          | 13. dubna 1911  | 1912            | Vyřazen 1926.                                                                           |
| Dague (M70)              | F. C. de la Gironde      | 1909          | 13. dubna 1911  | 1912            | Dne 24. února 1915 u pobřeží Černé hory potopen minou.                                  |
| Faulx (M71)              | De la Brosse et Fouché   | 1909          | 2. února 1911   | 1912            | Dne 18. dubna 1918 se v Otrantské úžině srazil s torpédoborcem Mangini.                 |
| Fourche (M72)            | De la Brosse et Fouché   | 1909          | 21. října 1910  | 1911            | Dne 23. června 1916 potopen rakousko-uherskou ponorkou SM U 15.                         |
| Capitaine Mehl (M73)     | A. C. de la Loire        | 1910          | 20. dubna 1912  | 1911            | Vyřazen 1926.                                                                           |
| Commandant Bory (M74)    | Dyle et Bacalan          | 1910          | 14. září 1912   | 1913            | Vyřazen 1926.                                                                           |
| Commandant Rivière (M75) | F. C. de la Gironde      | 1910          | 2. října 1912   | 1913            | Vyřazen 1933.                                                                           |
| Dehorter (M76)           | A. C. de la Penhoët      | 1910          | 18. dubna 1912  | 1913            | Vyřazen 1933                                                                            |
| Francis Garnier (M77)    | Normand                  | 1910          | 1. října 1912   | 1913            | Vyřazen 1926.                                                                           |

## Konstrukce

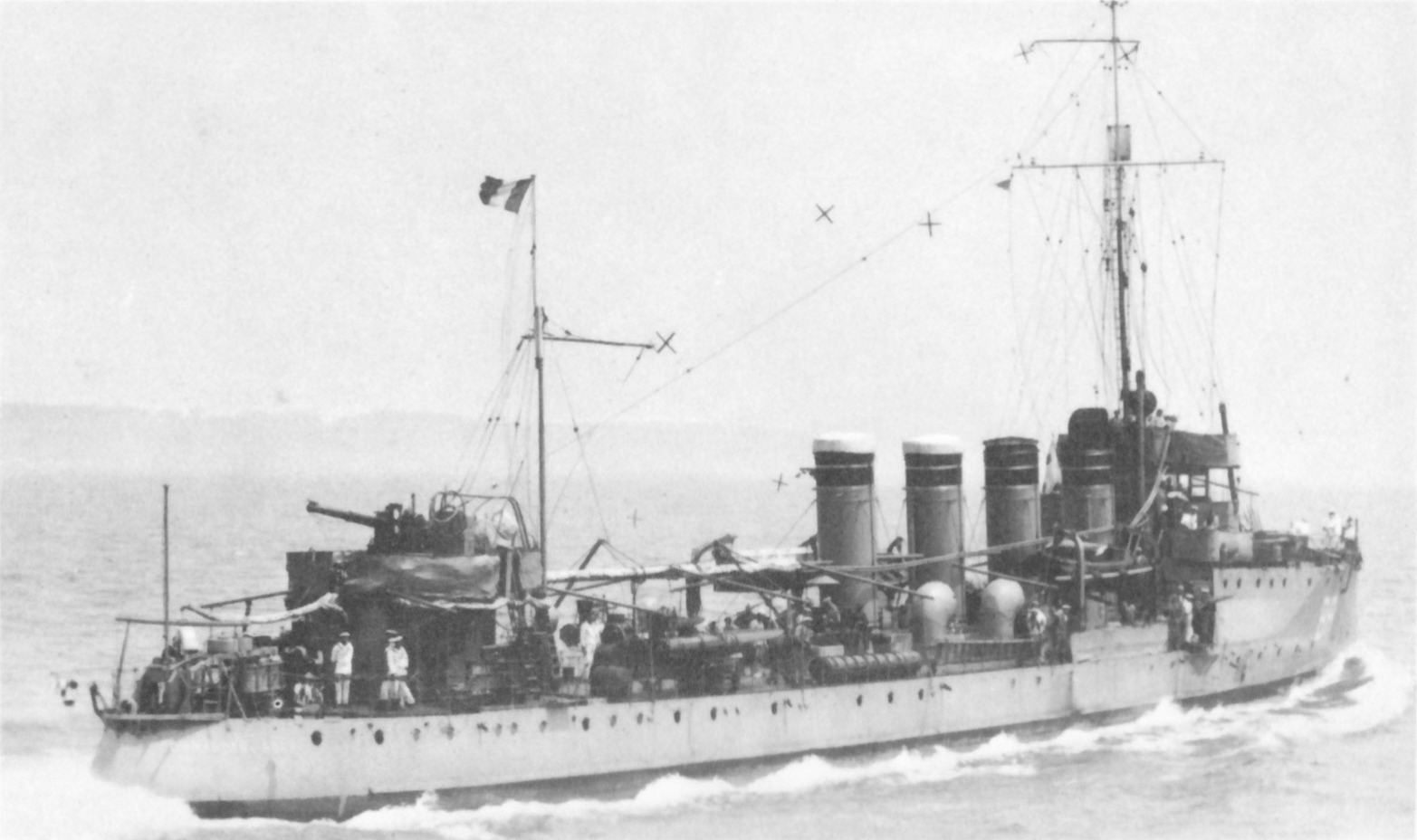
Commandant Bory (M74)

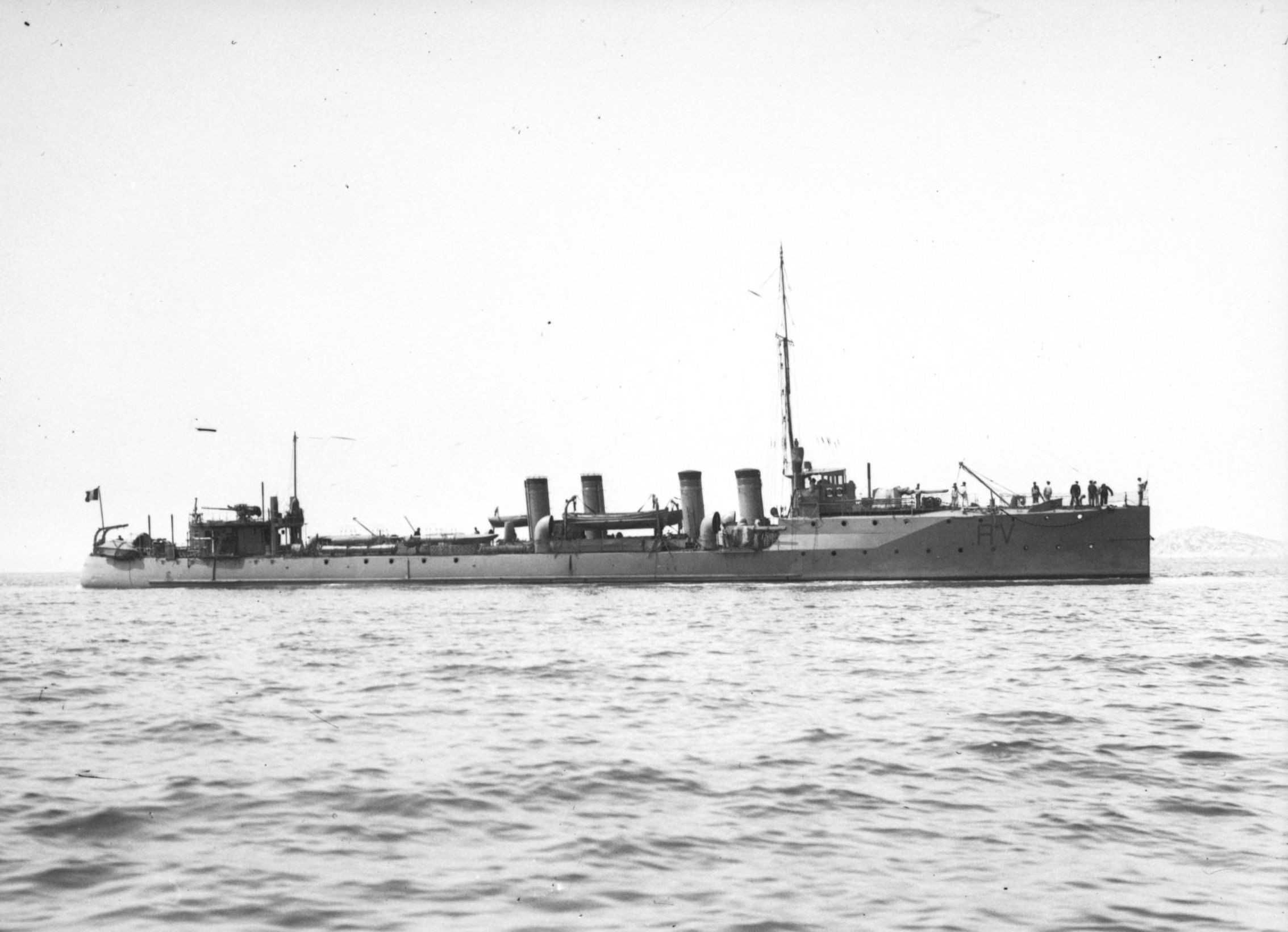
Commandant Rivière (M75)

Výzbroj představovaly dva 100mm kanóny, čtyři 65mm kanóny a dva dvojité 450mm torpédomety. Torpédoborce měly čtyři komíny, pouze torpédoborec Casque měl tři. Jednotlivá plavidla se lišila sestavou svého pohonného systému. Například Bouclier a Casque měly čtyři kotle a tři parní turbíny Parsons o výkonu 13 000 hp, pohánějící tři lodní šrouby. Ostatní plavidla měla pouze dvě turbíny a dva lodní šrouby. Typy použitých kotlů a turbíny se lišily plavidlo od plavidla. Nejvyšší rychlost dosahovala 30 uzlů. Torpédoborce se třemi šrouby byly mírně rychlejší. Dosah byl 1200 až 1400 námořních mil při rychlosti dvanáct až čtrnáct uzlů.

### Modifikace
Za první světové války byla posilována výzbroj plavidel. Doplnil ji jeden 75mm kanón, dva 8,8mm kulomety a dva spouštěče hlubinných pum. Zkušenosti z provozu plavidel si navíc vynutily zpevnění trupu. Nárůst výtlaku vedl ke zhoršení jejich stability a snížení rychlosti na přibližně 26 uzlů.